# نيكولاي ألهو
نيكولاي ألهو (بالفنلندية: Nikolai Alho)‏ (12 مارس 1993 بهلسنكي في فنلندا - ) هو لاعب كرة قدم فنلندي في مركز الهجوم. شارك مع منتخب فنلندا تحت 21 سنة لكرة القدم ومنتخب فنلندا لكرة القدم. أما مع النوادي، فقد لعب مع نادي لاهتي ونادي هلسنكي وKlubi 04 ‏.

## وصلات خارجية
- نيكولاي ألهو على موقع ميوزك برينز (الإنجليزية)
- نيكولاي ألهو على موقع ديسكوغز (الإنجليزية)

- نيكولاي ألهو على موقع الاتحاد الدولي (مؤرشف)  (الإنجليزية)
- نيكولاي ألهو على موقع الاتحاد الأوربي (الإنجليزية)
- نيكولاي ألهو على موقع قاعدة بيانات كرة القدم.إي يو (الإنجليزية)
- نيكولاي ألهو على موقع بيانات كرة القدم. دي إي (الألمانية)
- نيكولاي ألهو على موقع ناشيونال فوتبول تيمز (الإنجليزية)
- نيكولاي ألهو على موقع Soccerway.com (الإنجليزية)
- نيكولاي ألهو على موقع عالم كرة القدم.نت (الإنجليزية)
- نيكولاي ألهو على موقع AS.com (الإسبانية)